# لادیسلاو تیکال
لادیسلاو تیکال (چکی: Ladislav Tikal; ۲۵ مهٔ ۱۹۰۵ – ۳۰ ژوئن ۱۹۸۰) ژیمناست هنری اهل چکسلواکی بود.